# Vyšná Jablonka, Humenné
Vyšná Jablonka este o comună slovacă, aflată în districtul Humenné din regiunea Prešov, pe malul râului Rieka⁠(d). Localitatea se află la altitudinea de 361 m deasupra n.m., se întinde pe o suprafață de 24,83 km2 și în 2017 număra 54 de locuitori.

## Istoric
Localitatea Vyšná Jablonka este atestată documentar din 1436.

## Demografie
| An:                | 1994 | 2004    | 2014    | 2024   |
| ------------------ | ---- | ------- | ------- | ------ |
| Număr de persoane: | 108  | 74      | 57      | 52     |
| Diferență:         |      | −31,48% | −22,97% | −8,77% |

| An:                | 2023 | 2024 |
| ------------------ | ---- | ---- |
| Număr de persoane: | 52   | 52   |
| Diferență:         |      | +0%  |